# Benedikt Konrad Vollmann
Benedikt Konrad Vollmann (* 1. August 1933 in Illertissen; † 25. Oktober 2012 in Eichstätt) war ein deutscher Philologe. Er wirkte als Professor für Mittellatein an den Universitäten Eichstätt und München.
Benedikt Konrad Vollmann studierte Katholische Theologie, Klassische Philologie und Germanistik an der Ludwig-Maximilians-Universität München. Bereits während seines Studiums wandte er sich verstärkt der lateinischen Philologie des Mittelalters und der Frühen Neuzeit zu. Nach seiner Promotion zum Dr. theol. an der benediktinischen Ordenshochschule Sant’Anselmo in Rom legte er 1965 und 1967 das Erste und Zweite Staatsexamen für das höhere Lehramt in den Fächern Latein und Deutsch ab.
Nach dem Referendariat ging Vollmann 1967 an die neu gegründete Universität Regensburg, wo er als Wissenschaftlicher Assistent am Lehrstuhl für Germanistische Mediävistik arbeitete. 1973 wechselte er als Akademischer Rat für Lateinische Philologie des Mittelalters an die Universität Tübingen, wo er sich 1982 habilitierte. 1988 folgte er einem Ruf zum ordentlichen Professor für Mittellatein an die Katholische Universität Eichstätt. 1993 wechselte er auf den Lehrstuhl dieses Faches an der Universität München, wo er bis zu seiner Emeritierung 1999 wirkte.